# Super Spy Hunter
Super Spy Hunter — видеоигра в жанре вертикального скролл-шутера, разработанная компанией Sunsoft и выпущенная в 1992 году эксклюзивно для игровой консоли Nintendo Entertainment System. В Японии игра носила название Battle Formula, что означало, что игра не является сиквелом к Spy Hunter.
В 2002 году была портирована на приставку PlayStation и вышла в составе сборника Memorial Series SunSoft Vol.6, куда также вошёл платформер Gimmick!.

## Оружие и предметы
Оружие и дополнения в игре получаются путём обстрела и разрушения специальных грузовиков красного и голубого цвета. Красные грузовики улучшают характеристики оружия, а синие грузовики дают специальные бонусы или одноразовые улучшения. Каждый из этих пунктов обозначается соответствующей буквой.
Красные грузовики
дают следующие улучшения:
- P — модернизирует автомобиль и повышает мощность оружия, и соответственно увеличивает урон воздействия на противников. Оружие автомобиля может быть модернизировано 5 раз, а оружие самолета — 6 раз.
- R — увеличивает количество выстрелов за один раз. Автомобиль может быть модернизирован 3 раз, самолет — 4 раза.
- C — делает оружие самонаводящимся. При повторном использовании возвращает ручное управление для прицеливания.
- L — увеличивает жизнь на 4 пункта (за исключением, если достигнут максимум пунктов), а также заполняет все пункты полоски жизни.

Голубые грузовики
дают следующие улучшения:
- O — на короткое время пускает позади автомобиля нефтяной след, который разрушает все попавшие на него вражеские транспортные средства, в том числе и самолёты.
- T — выпускает на определённое время шипы из колёс, что позволяет разрушать вражеские транспортные средства, а также защищает от столкновений.
- G — позволяет выпускать автономное орудие, которое уничтожает всех врагов на экране.
- B — бомба, уничтожающая всех врагов на экране (за исключением боссов).
- 1UP — дополнительная жизнь.
- L — восстанавливает 4 пункта жизни.

Нефтяной след, шипы из колёс, автономное орудие и бомба активизируются нажатием кнопки B.

## Сюжет
2525 год. Над странами ООН нависает угроза атаки со стороны секретной террористической организации. Их главная цель — дестабилизировать системы защиты и нанести поражение союзным государствам. Операция осуществляется международным террористом, скрывающегося под псевдонимом «X».
ЦРУ получает информацию, в которой сообщается, что «X» завершил военную подготовку и готов в любой момент начать нападение. ЦРУ направляет своих лучших агентов, чтобы помешать плану террориста, но все они терпят неудачу. Тогда они направляют агента Рэйчел, специально обученного для международного шпионажа. Проходит время, но вестей от агента нет — связь потеряна. Тогда ЦРУ обращается за помощью к неофициальному агенту в попытке спасти мир от хаоса. Его кодовое имя — «Super Spy Hunter».